# Getsjön (Häggenås socken, Jämtland)
Getsjön är en sjö i Östersunds kommun i Jämtland och ingår i Indalsälvens huvudavrinningsområde. Sjön har en area på 0,468 kvadratkilometer och ligger 435 meter över havet. Sjön avvattnas av vattendraget Geran.

## Delavrinningsområde
Getsjön ingår i det delavrinningsområde (703467-146608) som SMHI kallar för Utloppet av Getsjön. Medelhöjden är 443 meter över havet och ytan är 3,43 kvadratkilometer. Det finns inga avrinningsområden uppströms utan avrinningsområdet är högsta punkten. Geran som avvattnar avrinningsområdet har biflödesordning 4, vilket innebär att vattnet flödar genom totalt 4 vattendrag innan det når havet efter 215 kilometer. Avrinningsområdet består mestadels av skog (40 procent) och sankmarker (36 procent). Avrinningsområdet har 0,47 kvadratkilometer vattenytor vilket ger det en sjöprocent på 13,7 procent.